# Греховен
„Греховен“ (на английски: Sinister) е американски филм на ужасите със сценарист и режисьор Скот Дериксън. Главният герой е Итън Хоук в ролята на писателя Елисън Осуолд. 
Филмът разказва за семейство, нанесло се в нова къща, за да може бащата на семейството - прочутия писател Елисън Осуолд да напише новия си бестселър. Елисън се занимава с проучването на истории, затова е доста изненадан, когато на тавана на къщата открива стари видеозаписи, свързани с мистериозните смъртни случаи, витаещи около къщата. Елисън се заема да ги проучва, но се оказва, че това крие много повече опасности, отколкото той предполага и дори неканени гости...